# Epidendrosaurus
Epidendrosaurus is een geslacht van theropode dinosauriërs behorend tot de Eumaniraptora dat tijdens het late Jura of vroege Krijt leefde in het gebied van het huidige China.

## Naamgeving
De typesoort Epidendrosaurus ninchengensis werd in 2002 benoemd door Zhang Fucheng. De geslachtsnaam betekent "reptiel op de boom" (epi dendron) in het Klassiek Grieks, een verwijzing naar de vermoede levenswijze als boombewoner. De soortaanduiding verwijst naar het district Ningcheng in Binnen-Mongolië. Het probleem bestaat dat de soort wellicht identiek is aan Scansoriopteryx, maar daarover kan door het fragmentarische karakter van de resten van Epidendrosaurus en het feit dat Scansoriopteryx een nog jonger dier is geen zekerheid worden verworven. Mocht er identiteit bestaan, is het ook de vraag welke naam de geldige is: bij Epidendrosaurus lag er een tijdsverschil tussen elektronische (21 augustus 2002) en schriftelijke publicatie (30 september 2002) en bij Scansoriopteryx tussen druk (1 augustus 2002) en verspreiding (2 september 2002). De regels zijn voor dit geval verschillend geïnterpreteerd maar meestal wordt aangenomen dat een elektronische publicatie niet geldig is en dus de naam Scansoriopteryx prioriteit zou hebben.

## Beschrijving
Het fossiel, holotype IVPP V12653, bestaat uit een fragmentarisch skelet op een plaat en tegenplaat, gevonden in de Daohugou-aardlagen. De precieze leeftijd van die formatie is omstreden; schattingen lopen van het Midden-Jura tot het Onder-Krijt.

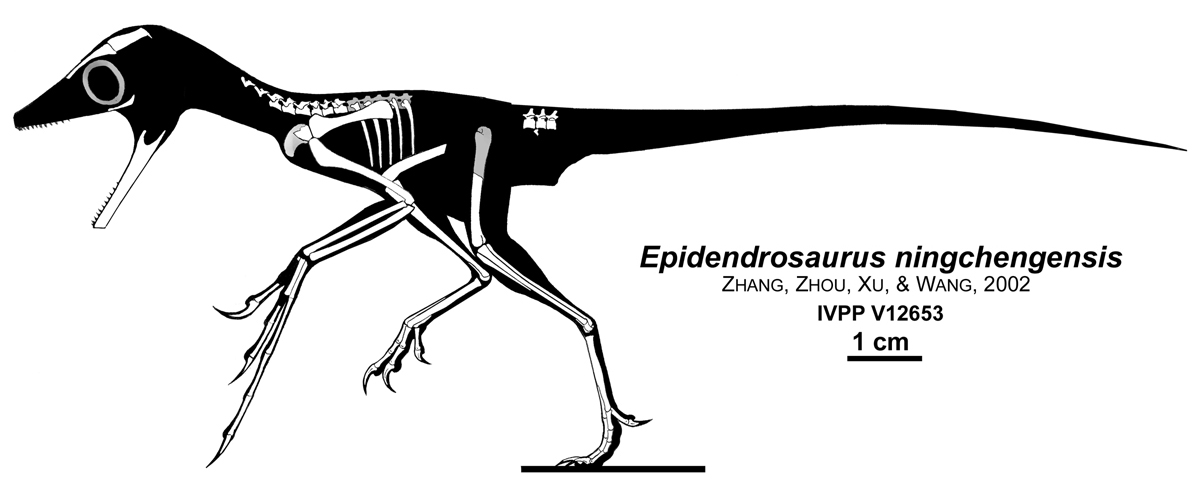
Een reconstructie van het skelet door Jaime Headden

Het skelet is van een onvolgroeid dier, zoals blijkt uit de onvolkomen verbening van vele groeiuiteinden van de botten. Het ligt niet helemaal in verband — de achterkant heeft zich kennelijk losgemaakt en is door de stroming van het water onder de borstkas terechtgekomen — en sommige beenderen, zoals bijna de gehele staart, zijn alleen zichtbaar als afdrukken. Bepaalde schedeldelen en het bekken ontbreken. Op de plaat zijn ook afdrukken van veren zichtbaar. Het skelet omvat: de voorhoofdsbeenderen, de wandbeenderen, een oogring, de onderkaken, negen halswervels, een nekrib, vier ruggenwervels, tien staartwervels, een rechterschouderblad en het bovenstuk van een linkerschouderblad, een ravenbeksbeen, beide opperarmbeenderen, een spaakbeen, een ellepijp, losse middenhandsbeenderen en vingers van een hand, beide dijbeenderen, beide scheenbeenderen, beide kuitbeenderen, een sprongbeen en beide voeten.
Als autapomorfieën, eigenschappen die uniek zijn voor het taxon en zo bewijzen dat het inderdaad een aparte soort is, gaven de beschrijvers dat de derde vinger twee keer zo lang (23,3 mm) is als de tweede vinger (11,8 mm); dat het tweede en derde middenhandsbeen kort zijn, ongeveer 30% van de lengte van het opperarmbeen (17,1 mm) en dat het tweede vingerkootje van de tweede vinger verlengd is, tot 170% van de lengte van het eerste kootje (5,4 tegenover 3,2 mm).
De kaken zijn breed en de onderkaken, 18 millimeter lang, zijn van voren wellicht geheel samengesmolten in een ronde vergroeiing, wat typisch is voor zowel vogels als Oviraptoridae. Iedere onderkaak draagt twaalf tanden, die naar achteren toe geleidelijk kleiner worden en ver uit elkaar staan zoals bij basale vogels. De staart is lang, geschat op zes à zeven maal de lengte van het dijbeen (16,2 mm): omdat het maar een afdruk is kan de precieze lengte niet worden vastgesteld. De beschrijvers namen 27 staartwervels aan. Naast de staart zijn afdrukken van slagpennen zichtbaar, gelijkend op die van Microraptor. De armen zijn langer dan de benen. De ellepijp is gebogen, wat bij vogels gezien wordt als een aanpassing voor het vliegen. De verlengde derde vinger draagt een lange gekromde klauw. De middenvoetsbeenderen zijn niet vergroeid. Het eerste middenvoetsbeen is zo laag bevestigd dat het waarschijnlijk wordt dat de eerste teen — die echter niet bewaard is gebleven — sterk naar achteren gedraaid was en een grijpende voet vormde op de wijze van de huidige zangvogels.

## Taxonomie
De systematische plaatsing van Epidendrosaurus binnen de Paraves is omstreden. Meestal is de uitkomst van de kladistische analyses, zoals die van de beschrijvers, dat het een basaal lid van de Avialae betreft, de tak die naar de vogels loopt. Per definitie is Epidendrosaurus daarin lid van de Scansoriopterygidae. Het belang van de soort ligt vooral in de nauwe verwantschap met de vogels. Dit maakt ook de omstreden datering van het fossiel zo relevant: het zou ouder kunnen zijn dan Archaeopteryx en dus een bewijs zijn van de diversificatie van Eumaniraptora voordat de "oervogel" verscheen.

## Levenswijze
Epidendrosaurus was een klein dier, de beschrijvers vergeleken de grootte met die van een huismus: een lengte van dertien centimeter en een gewicht van zes gram. Volgens de beschrijvers had hij een levenswijze als bosbewoner die in de bomen klom. Dit zou dan een aanwijzing opleveren dat vogels hun vermogen tot vliegen "uit-de-boom-omlaag" zouden hebben verworven. Op een klimmende levenswijze zou het kleine formaat duiden, de kromme handklauwen en het grijpend vermogen van de voet. Als de verlengde derde vinger ook veren droeg, is het zeer wel mogelijk dat Epidendrosaurus kon vliegen of althans glijden — hoewel de beschrijvers erop wezen dat bij vogels de verlenging altijd door de veren gevormd wordt en nooit door een enkele vinger. In 2008 werd echter de basale aviaal en scansoriopterygide Epidexipteryx beschreven en die grotere soort had een nog veel sterker verlengde derde vinger zodat men aannam dat die gebruikt werd om larven uit de boom te peuteren op de wijze van het huidige spookdiertje; eenzelfde functie kan ook de vinger van Epidendrosaurus gehad hebben.

## Relatie metScansoriopteryxenEpidexipteryx
De zeer juveniele vorm Scansoriopteryx is misschien in dezelfde aardlaag aangetroffen als Epidendrosaurus. Beide vormen zijn duidelijk nauw aan elkaar verwant, zozeer dat sommigen stellen dat het om dezelfde soort gaat. Bepaalde proporties zijn echter verschillend maar die zouden een gevolg kunnen zijn van ontogenie: het veranderen van kenmerken tijdens een rijpingsproces. Zeker in dezelfde aardlaag is Epidexipteryx aangetroffen, een verwante volwassen vorm. Dit suggereert dus de mogelijkheid dat de drie geslachten slechts groeifasen van een enkele soort vertegenwoordigen. In dat geval zou de ontogenetische verandering echter zeer aanzienlijk moeten zijn want Epidexipteryx heeft een veel kortere staart — aan de andere kant is juist zo'n reductie van de staart bij het ouder worden van enkele basale vogels bekend. De onvolledigheid van de skeletten van de dieren maakt het onmogelijk tot een definitieve conclusie te komen en dus blijven sommige paleontologen maar de drie namen naast elkaar gebruiken.